# NGC 4274
NGC 4274 é uma galáxia espiral barrada (SBab) localizada na direcção da constelação de Coma Berenices. Possui uma declinação de +29° 36' 49" e uma ascensão recta de 12 horas, 19 minutos e 50,8 segundos.
A galáxia NGC 4274 foi descoberta em 13 de Março de 1785 por William Herschel.